# Anadenanthera peregrina
Anadenanthera peregrina – gatunek wieloletnich roślin występujący w Ameryce Południowej i na Karaibach.

## Właściwości fizyko-chemiczne
Zawiera znaczne ilości alkaloidów, pochodnych beta-karboliny i tryptamin jak np. DMT, 5-MeO-DMT i bufotenina.

## Synonimy
Acacia angustiloba DC.,
Acacia microphylla Willd.,
Acacia peregrina (L.) Willd.,
Inga niopo Willd.,
Mimosa acacioides Benth.,
Mimosa niopo (Willd.) Poiret,
Mimosa parvifolia Poiret,
Mimosa peregrina L.,
Niopa peregrina (L.) Britton & Rose,
Piptadenia niopo (Willd.) Spruce,
Piptadenia peregrina (L.) Benth.